# Santa Lucía en los Juegos Olímpicos de Río de Janeiro 2016
Santa Lucía participa en los Juegos Olímpicos de 2016 en Río de Janeiro, Brasil, del 5 al 21 de agosto de 2016.

## Participantes
Atletismo
- Jahvid Best (100 m masculino)
- Jeanelle Scheper (salto en alto femenino)
- Levern Spencer (salto en alto femenino)

Natación
- Jordan Augier

Vela
- Stephanie Devaux-Lovell[6]